# Змиевы валы

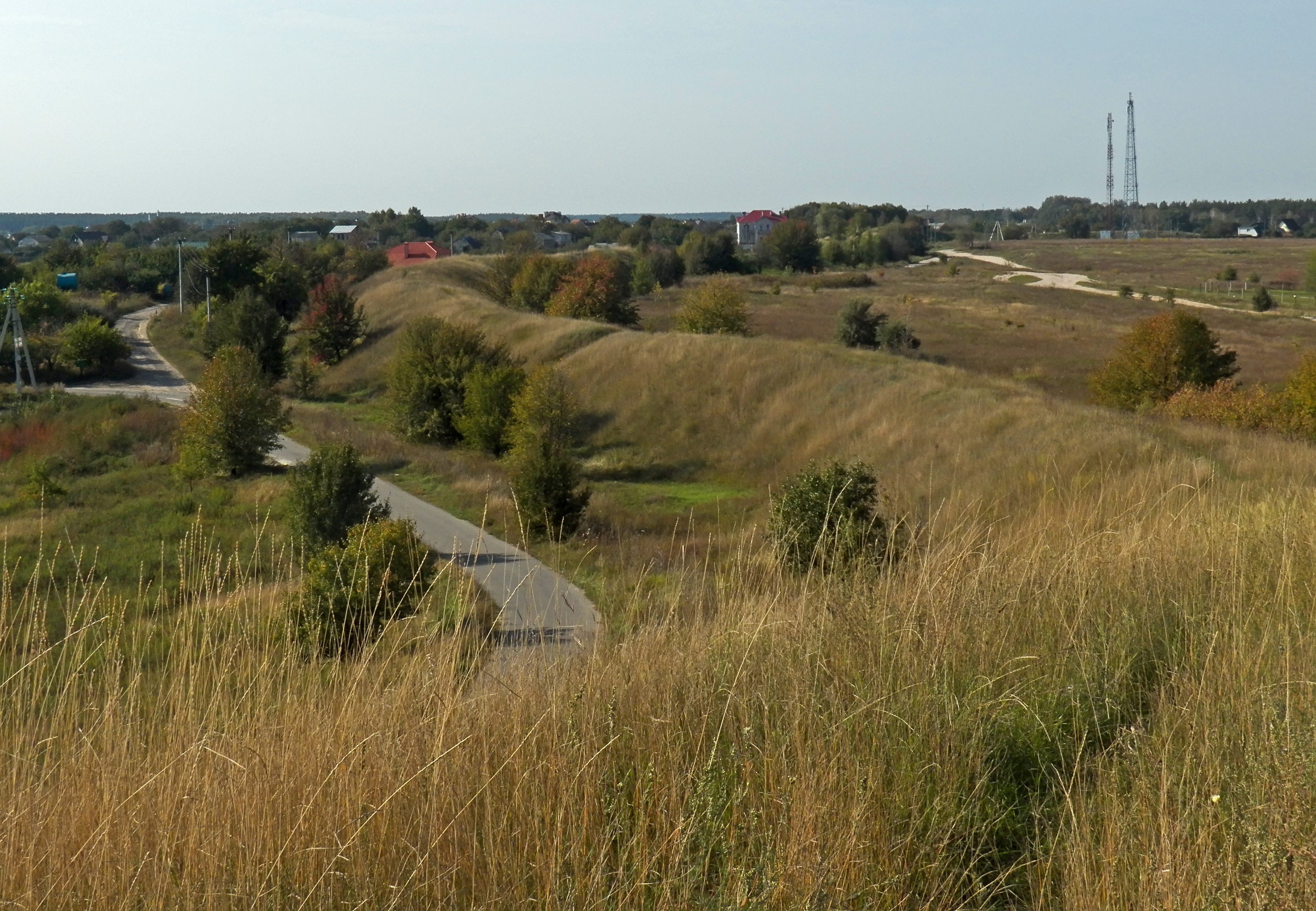
Змиевы валы у села Иванковичи в Киевской области

Зми́евы валы́ (укр. Змієві вали) — народное название древних (предположительно со II в до н. э. по VII в н. э.) оборонительных валов по берегам притоков Днепра южнее Киева.
Их остатки сохранились и сегодня по рекам Вита, Красная, Стугна, Трубеж, Сула, Рось и др. Валы по времени создания соответствуют зарубинецкой, черняховской и пеньковской археологическим культурам. Название «Змиев вал» происходит от народных легенд о древнерусских богатырях, усмиривших и запрягших Змия (аллегория образа грозных кочевников, зла и насилия) в гигантский плуг, которым пропахали ров-борозду, обозначившую пределы страны. По другой версии, Змиевы валы названы по своей характерной змеевидной конфигурации расположения на местности. Подобные сооружения известны также на Поднестровье под названием «Траяновых валов».

## Описание

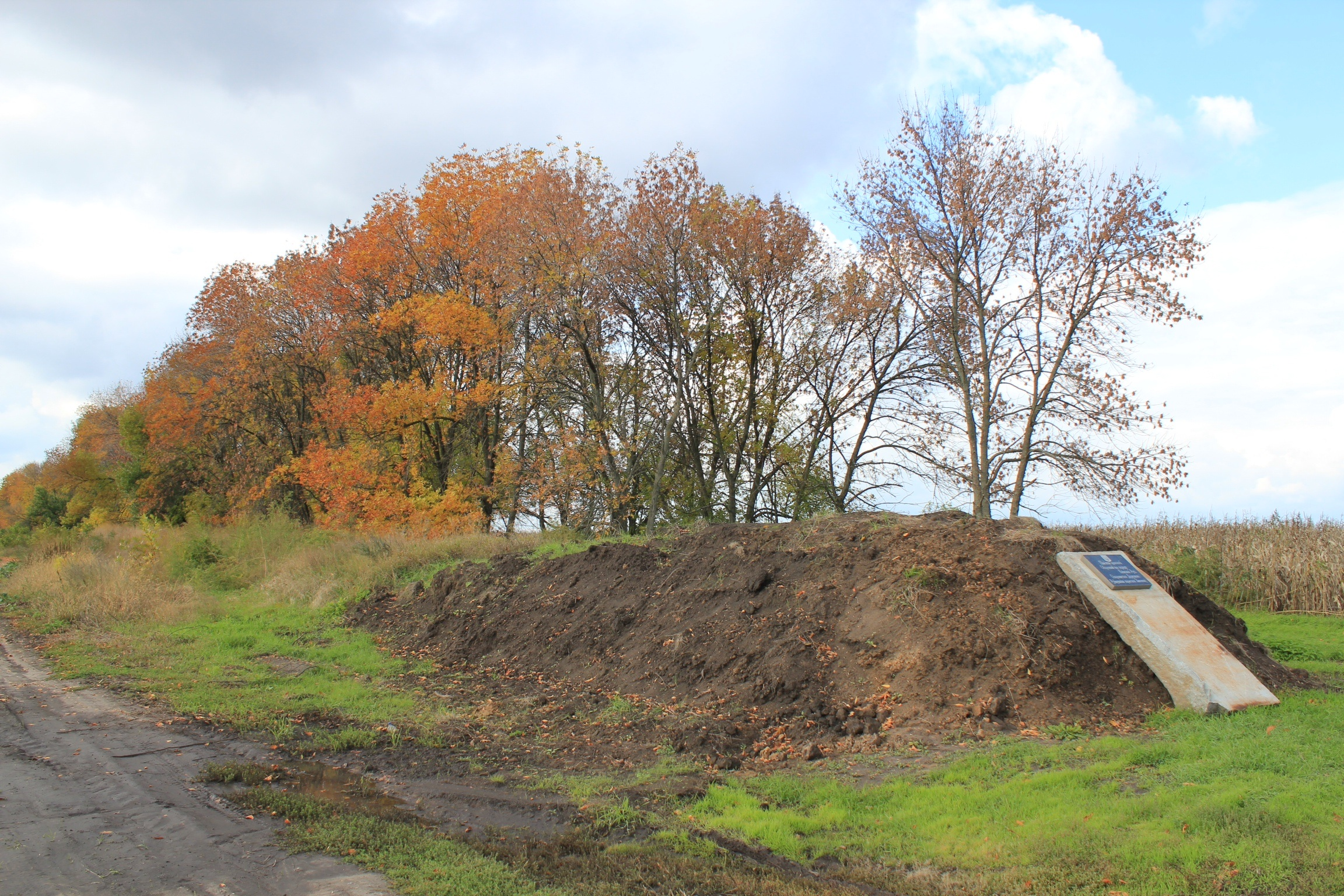
Змиев Вал у села Дениси, Бориспольский район

Укрепление представляло собой искусственно созданные земляные валы, дополнявшиеся рвами. Отдельные их участки состояли из нескольких укреплённых линий, представлявших в совокупности значительные по масштабам строительства и протяжённости сооружения. Общая протяжённость валов составляла около 1 тыс. км. Создавались они, как правило, уступом в сторону степи, фронтом на юг и юго-восток и образовывали единую систему противоконных заграждений, достигавших 10—12 м в высоту при ширине основания в 20 м. Часто валы усиливались на верхних площадках деревянным частоколом (иногда стенами) с бойницами и сторожевыми вышками. Протяжённость отдельных валов составляла от 1 до 150 км. Для прочности в валы закладывались деревянные конструкции. У подножий валов, обращённых в сторону врага, рылись рвы.
Выявлено около десятка различных конструкций «змиевых валов», в зависимости от характеристик грунта, рельефа и гидрографии местности.
Как отмечает М. П. Кучера в своей монографии, если о датировке и этнической принадлежности строителей валов имеется спор исследователей, но в части их оборонительного назначения большинство исследований единодушны. Валы предназначались для защиты от нападения кочевников. Если для пешего воина валы не являлись серьёзной преградой, так как угол склонов земляного вала примерно в 45 градусов позволял на него подняться человеку даже без подручных средств. Однако такой уклон был непреодолимым препятствием для лошадей. Поскольку не имеется письменных источников о боевых действиях вокруг самих Змиевых Валов, то историки исходят из того, что в целом сценарий набегов аналогичен набегам крымских татар на Русь и Змиевые валы в целом имели похожую эффективность от конного набега как валы Белгородской черты. Опыт русско-татарских сражений на этих валах показывает, что если сам по себе прокоп через земляной вал спешившиеся конники могут организовать довольно быстро, но если обороняющиеся успевают вовремя к месту организации прокопа, то могут успешно отбить попытку проникновения через вал даже многотысячного отряда. Примером может служить поражение крымских татар при попытке прокопа Татарского вала в 1655 г.

## История изучения
Историки и археологи начали изучать Змиевые Валы уже в 1830-х годах. В 1848 году появилась работа И. И. Фундуклея «Обозрение могил, валов и городищ Киевской губернии», где он описал местоположение Змиевых валов. Л. Похилевич продолжил работу в середине XIX века. Далее их исследовали В. Антонович и Б. Стеллецкий. Л. Добровольский также работал над этой проблемой в 1910—1912 годах. Он также составил новую карту валов.

## Проблема датировки валов
Объективные исследования датировки постройки валов методом радиоуглеродного анализа были проведены в лабораториях геохимии АН СССР по образцам из экспедиций А. Бугая. Радиохимический анализ проводил один из самых известных геохимиков СССР, профессор, В. В. Чердынцев.
В 1979 году А. Бугай проведя разрез валов установил, что при постройке валов сначала строители выжигали лес, мешающий постройке вала, а потом на угли от леса начинали насыпку вала. Уголь из нижнего археологического пласта валов от выжигания леса позволял довольно точно применить радиоуглеродное датирование. Полученные даты указывали, что 90 % валов построены в интервале 350—550 годов н. э. Остальные 10 % протяжённости валов имели датировку угля в очень широких пределах от II до X века. Иными словами, строительство валов, за небольшими исключениями, соответствуют черняховской археологической культуре, что скорее косвенно доказывало версию постройки валов готским королевством Ойум. Интересный момент, что сам по себе Бугай не являлся сторонником готской версии, а предполагал существование крупного славянского государства около V века, но в реальности огромное количество римских письменных источников указывают именно на существование державы готов. С таким неожиданным доказательством скорее для «готской версии» категорически не согласились сторонники славянской версии происхождения валов, и для получения опровержения была организована экспедиция под руководством М. П. Кучеры. Контекстом спора учёных также было, что в 1982 году отмечалось 1500 лет Киева по славянской версии с очень дискуссионным вопросом доказательства такой древней даты основания города славянами, а данные Бугая скорее доказывали существование государства готов в декларируемые даты основания. Также существенный момент имел контекст идеологических споров, так как «готская версия» активно использовалась нацистами при территориальных претензиях на Украину. Результаты своих исследований М. П. Кучера опубликовал в монографии «Змиевы валы Среднего Поднепровья» в 1987 году. Хотя Кучера не соглашается с выводами других исследователей о неславянском прохождении строителей валов, но его монография содержит самый подробный сводный обзор всех исследований посвящённых валам. Наличие идеологического момента в монографии заметно по использованию трудов Фридриха Энгельса как «эксперта» по кочевой тактике племён, наряду с реальными учёными-историками.
Основной проблемой являлись именно данные радиоуглеродного анализа, так как, в отличие от археологических трактовок, допускающих широкое субъективное трактование, данные радиоуглеродного анализа являлись объективными. Лаборатории геохимии АН СССР не допускали дискуссий историков о точности геохимической экспертизы, так как содержали «доверительный интервал» для каждого образца отдельно, который давал допустимую погрешность в среднем около 50 лет. Современные методы радиоуглеродного анализа позволяют повысить точность до 15 лет, но с 1980-х годов повторных исследований образцов Змиевых Валов не производилось. При построении критики данных Бугая Кучера выбрал около 30 замеров радиоуглеродным методом, которые давали также точность около 50 лет, но сами эти образцы давали широкий разброс данных. Кучера выборочно отбирал образцы, которые давали датировки примерно около X века. Вывод о «ненадёжности» радиоуглеродного анализа Кучера сделал по трём образцам, датировки которых было сложно объяснить, но не имелось описания как были взяты эти образцы. При этом более 100 полученных образцов Бугаем и проанализированных В. В. Чердынцевым сам Кучера решил игнорировать в обзоре по качеству радиоуглеродной датировки, причины этого он своей книге не приводит. Существенный момент, что все полученные образцы Бугаем имеют чёткую геолокацию находки в виде карты и документированное описание из какого исторического слоя получены образцы (преимущественно из основания вала), а также фотофиксацию процесса раскопок. В случае образцов приводимых М. Кучерой, как сам он отмечает в монографии, к сбору образцов его экспедиции отношения не имеет и описание из какого археологического слоя были извлечены данные образцы отсутствуют. При этом сам Кучера отмечает в своей книге, что в целом валы не являлись заброшенными даже в X—XI веках и имеют следы поддержания их в рабочем состоянии, в том числе путём выжигания леса, нараставшего на склонах валов, и даже без радиоуглеродного анализа была очевидно что угли от такого выжигания не соответствую дате постройки валов.
Альтернативным методом было использование данных дендрохронологии для изучения возраста брёвен в валах, но Кучера отказался от передачи образцов в дендрохронологическую экспертизу, ссылаясь на низкую сохранность брёвен по его мнению.
Проведённые масштабные археологические раскопки Кучерой в целом дали достаточно скромный археологический материал приведённый в его книге. Был обнаружен керамический горшок, датируемый примерно II веком, а также несколько топоров примерно X века. В то же время в 1974 году при раскопках валов под Полтавой был обнаружен клад римских монет датируемых II веком нашей эры, но анализ этих находок Кучера не производил.
Значимость научной дискуссии Кучеры и Бугая является локальной для постсоветского пространства. Среди признаваемых на международном уровне экспертов историков обычно дискуссия о конкуренции готской и славянской версии не ведётся, точнее славянская версия не рассматривается серьёзно в первую очередь по причине того, что о государстве готов известно очень много из источников, включая практическое использование ими валов. Часть Трояновых Валов в западной историографии принято считать входящий в один комплекс оборонительных сооружений со Змиевыми Валами. Придерживаются версий готов как строителей валов такие эксперты как Хервиг Вольфрам и Питер Хизер. Западные историки придерживаются примерно такой логики в датировке постройки валов относя их готам. Известно из письменных источников современников готов как Аммиан Марцеллин, что вождь готов Атанарих организовал оборону от гуннов по Валу Атанариха. Готы при этом использовали часть старых римских укреплений, но производили и самостоятельные земляные работы как минимум откопав новый ров. Из этого следует, что готам было известно как использовать валы для защиты от кочевых племён. Румынский историк Дорел Бондок критикует эту точку зрения указывая, что основной вклад в строительство валов вложили римляне, а не готы.
В 2019 году появились данные генетической экспертизы остатков людей черняховской культуры найденные поблизости от валов. Генетически они указывали, что это наиболее вероятно остатки готов, которые проживали примерно в V веке. Хотя сами исследователи отмечают, что хотя было исследовано 27 образцов останков людей, но всё же этих данных недостаточно для однозначных выводов.

## Сказание о Змее и его датировка
Народные сказания, записанные фольклористами в XIX—XX веках, связывают возникновение Змиевых валов с побеждённым Змеем.
Никита Кожемяка — герой народной сказки, записанной в нескольких вариантах в разных областях России, Украины и Белоруссии на сюжет змееборства. Кожемяка (иначе — Кирилл, Илья Швец) до убиения змея и освобождения царевны, в доказательство богатырской силы разрывает несколько сложенных вместе бычьих кож.
В северорусском варианте Змей, опрокинутый Никитой Кожемякой, молит его о пощаде и предлагает разделить с ним землю поровну. Никита сковал соху в 300 пудов, запряг в неё змея и провёл борозду от Киева до моря; затем, деля море, он убил змея и утопил его труп, с тех пор та борозда называется Змиевыми валами. Дно Чёрного моря и ныне исчерчено прямолинейными рвами механического воздействия.
В белорусском и украинском пересказах другое окончание. Дочь киевского князя, унесённая змеем, узнаёт, что он боится одного Никиты Кожемяки; просит отца отыскать богатыря, которого посыльные князя застают за работой; он от неожиданности разрывает 12 кож. Сначала отказывается, но, тронутый просьбами и плачем детей, присланных князем, обматывается пенькой, обмазывается смолой и после боя со змеем освобождает княжну. В память победы урочище в центре Киева с тех пор зовётся Кожемяками.

## Оценка трудозатрат и скорости строительства вала
Кучера в своей монографии отметил, что представление о сотнях тысяч строителей Змиевых валов является преувеличением. Кучера, рассчитав по современным нормативам ручного труда строителей, пришёл к выводу, что 1 км вала за год могла построить «бригада» из 72 человек, но при этом учитывались только земляные работы. Как он предполагал, валы возводились в три этапа в течение 19 лет, и ежегодно на их строительстве работало около 3500 человек. По советским нормам на выработку 100 м3 грунта лопатами вручную требовалось 513 человеко-часов рабочих. Вал длиной 1 км имеет около 20.000 м3, то есть земляные работы требуют около 100 тысяч человеко-часов на 1 км только извлечения грунта из рва без работ по формированию вала. Такой объём земляных работ может выполнить примерно 50 человек, работая 1 год.
Limes Transalutanus, который вероятно стал прототипом для валов готов, включая Вал Атанариха, в целом напоминающий конструктивно и Змиевы валы, был длиной 235 км и был построен примерно за 20 лет. Скорость постройки около 10—15 км в год была обеспечена силами V Македонского легиона примерно из 5000 солдат.
Несмотря на дискуссию о нормативах трудозатрат все оценки указывают, что если централизованное государство могло привлечь несколько тысяч человек на работы для постройки валов, то могло их завершить менее чем за полвека.

## Теории возникновения
Как отмечает М. Кучера в своей монографии, основным моментом при построении гипотез о строителях вала является то, что построение таких масштабных сооружений разрозненными племенами было невозможно, так как валы построены по единому плану на огромной территории и требовали ресурсов, которые могло выделить только крупное государство с централизованным управлением. Сторонники готской версии предлагают в качестве такого государства Ойум. Сторонники славянской версии стремятся поэтому сдвинуть датировку строительства ближе к X веку, чтобы на роль такого государства подходила Киевская Русь. Насколько Скифия подходит на роль такого государства является дискуссионным, так как часть историков считает, что это название территории населённой разрозненными сарматскими племенами, а не централизованное государственное образование. Тем не менее, на частях территории Скифии также в отдельные периоды существовали государственные образования.

### Скифская теория
Во II в. до н. э. в Северном Причерноморье появляются сарматские племена; для защиты от них скифы-земледельцы строят оборонительные сооружения, в том числе Змиевы, Траяновы и Перекопский вал.

### Славянская теория
Подобна скифской теории, но в качестве строителей указываются праславяне. Разнообразие теорий основывается на отсутствии достоверных данных о культурной и этнической принадлежности зарубинецкой и черняховской археологических культур.

### Готская теория

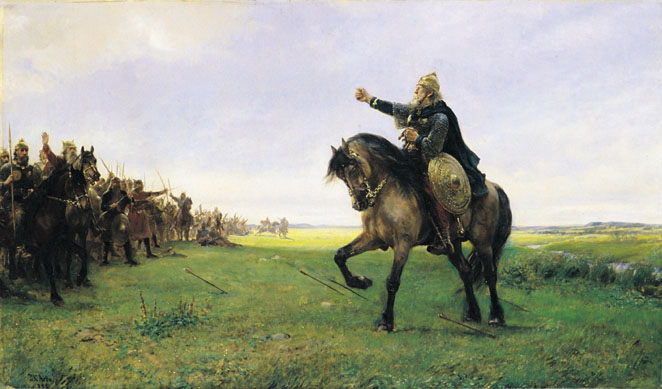
Готский вождь вызывает гуннов на бой (полотно П. Н. Арбо, 1886)

Согласно готской теории, Змиевы и Траяновы валы были построены северо-черноморским королевством готов (которое ассоциировалось с черняховской культурой) для защиты от кочевников гуннов. Во время Великой Отечественной войны нацистская Германия использовала эту теорию для обоснования территориальных претензий на Украину и Крым.

## Письменные упоминания
Русские летописи содержат крайне мало информации о Змиевых Валах. В летописях нет никаких данных о том, что какой либо князь организовывал постройку или реконструкцию валов. Также нет информации в летописях о каких-то боевых действиях, где валы используются именно как фортификационное сооружение русскими.
Несколько раз валы Среднего Поднепровья упомянуты летописью: под 1093 г. — два вала южнее низовьев Стугны за Треполем (современное с. Триполье), под 1095 и 1149 гг. — оба Переяславских вала, под 1151 г. — вал южнее среднего течения Стугны к югу от Василева (современный г. Васильков). При этом летопись не даёт прямого ответа на вопрос о значении валов как искусственных сооружений. Они упоминаются при описании военных действий как против половцев, так и между древнерусскими князьями, но без определения их конкретной роли в этих действиях: войска «проидоша вал»; «прошедше вал»; «ставшим межи валома»; «пришедше к валови»; «изидоша стрилци из валу»; «ста межи валома»; «иде за вал»; «пришедше к валови и не проходяче валу». В летописи под 1223 г. говорится о появлении в южнорусских степях орд Чингисхана, которые прошли через половецкие владения и, согласно одному из летописных списков, «придоша близ Руси, идеже зовется вал Половечьский».
В письме к германскому императору Генриху II Брунон сообщал, что Владимир Святославич с дружиной два дня сопровождал его по пути к печенегам до границы своего государства, которое он окружил (circumklausit) от бродячего (кочевого) врага (vagum hostem) очень мощным и очень длинным (firmissima et longissima) «ограждением» (sepe). В литературе нет единого мнения о значении применённого Бруноном латинского термина «sepe». Его переводят и как «засеки, завалы», и как «частокол», и как «изгородь», и как «забор, деревянное ограждение».

## Классификация валов
- Змиевы валы Волыни — обобщающее название огромного количества небольших по размерам и длине валов, которые помещаются в четырёхугольнике Львов-Луцк-Ровно-Тернополь.
- Змиевы валы Подолья — название цельного вала, который тянется от среднего течения реки Буг к районам центральной Черкащины и небольшого количества меньших валов этого же района.
- Змиевы валы Киевщины — крупнейшая на Украине система укреплений на правом берегу Днепра, которая состоит из валов различной высоты и длины. Ей принадлежит первое место на Украине по общей протяжности.
- Змиевы валы Переяслава — двухваловая система укреплений неподалёку от нынешнего города Переяслав-Хмельницкий Киевской области.
- Змиевы валы Посулья — название широкого вала, который тянется по правому берегу реки Сула от её устья к среднему течению, и его ответвлений, которые доходят почти до города Сумы. Позднее великим князем киевским Владимиром Святославичем здесь была заложена посульская оборонительная линия.
- Змиевы валы Полтавщины — два перерывчатых вала, которые расположены на правых берегах рек Ворскла и Хорол.
- Змиевы валы Харьковщины — всего два мощных редута длиной 20 и 25 километров возле Харькова и Змиёва соответственно.
- Крымские валы — трёхрядовая система укреплений между Азовским и Чёрным морем на Керченском полуострове[13]. Ещё в середине первого тысячелетия до нашей эры Геродот писал, что для защиты от скифов местное население выкопало широкий ров и построило вал от Таврийских гор до Меотийского моря — предположительно, это Ак-Монайский вал (от Сиваша до отрогов Крымских гор). Другой вал построен, возможно, либо киммерийцами, либо греками из Боспорского царства. Сейчас это наиболее сохранившийся вал Керченского полуострова (длиной 40-42 км) от Казантипского залива на севере до Узунларского и Кояшского озёр на юге называется Киммерийским валом (он же Узунларский или Аккосов вал[14]). Восточнее расположены Чокракский вал и короткие Тиритакские валы (около города Керчь).
- Засечная черта